# Корээда, Хирокадзу
Хирокадзу Корээда (яп. 是枝 裕和 Корээда Хирокадзу, род. 6 июня 1962, Токио) — японский кинорежиссёр и продюсер. Его фильмы раскрывают темы смерти, памяти и примирения с потерей. Также одной из главных тем творчества Корээды является тема семьи и взаимоотношений в ней.

## Биография
Корээда окончил литературный факультет токийского университета Васэда и планировал стать писателем, однако после выпуска начал работать ассистентом режиссёра в телекомпании «TVMan Union», создавая документальные фильмы. Первый свой фильм под названием «Однако…», расследующий самоубийство крупного правительственного чиновника, Корээда создал в 1991 году. Четыре года спустя он снял свой первый художественный фильм — «Свет иллюзий». По состоянию на 2008 год Корээда создал 5 полнометражных фильмов, которые заслужили широкое признание и получали награды на международных кинофестивалях. Наиболее успешными художественными фильмами Корээды являются картины «Никто не узнает» и «После жизни», причём последняя существует и в виде книги, в текстовом изложении. Кроме режиссёрской работы, Корээда выполняет и продюсерскую — в частности, он продюсировал фильмы японских режиссёров Мивы Нисикавы и Юсукэ Исэи.
В 2018 году фильм «Магазинные воришки» отобран в основной конкурс Каннского кинофестиваля и получил «Золотую пальмовую ветвь».

## Художественные фильмы
| Год  | Название по-русски        | Название в оригинале                                           | Название по-английски                     |
| ---- | ------------------------- | -------------------------------------------------------------- | ----------------------------------------- |
| 1995 | «Свет иллюзий»            | 『幻の光』 Мабороси но хикари                                  | Maborosi                                  |
| 1998 | «После жизни»             | 『ワンダフルライフ』 Вандафуру райфу (от англ. Wonderful life) | After Life                                |
| 2001 | «Расстояние»              | 『ディスタンス』 Дисутансу                                     | Distance                                  |
| 2004 | «Никто не узнает»         | 『誰も知らない』 Дарэ мо сиранай                               | Nobody Knows                              |
| 2006 | «Цветок»                  | 『花よりもなほ』 Хана ёри мо нахо                              | Hana                                      |
| 2008 | «Пешком-пешком»           | 『歩いても 歩いても』 Аруитэмо аруитэмо                        | Even If You Walk and Walk / Still Walking |
| 2009 | «Надувная кукла»          | 空気人形 Ку: ки нингё:                                         | Air Doll                                  |
| 2011 | «Чудо»                    | 奇跡 Кисэки                                                    | I Wish                                    |
| 2013 | «Каков отец, таков и сын» | そして父になる Соситэ тити ни нару                             | Like Father, Like Son                     |
| 2015 | «Наша младшая сестрёнка»  | 海街diary Умимати дайари                                       | Our Little Sister                         |
| 2016 | «После бури»              | 海よりもまだ深く Уми ёри мо мада фукаку                        | After the Storm                           |
| 2017 | «Третье убийство»         | 三度目の殺人 Сандомэ но сацудзин                               | The Third Murder                          |
| 2018 | «Магазинные воришки»      | 万引き家族 Мамбики кадзоку                                     | Shoplifters                               |
| 2019 | «Правда»                  | La Vérité                                                      | The Truth                                 |
| 2022 | «Посредники»              | 브로커                                                         | Broker                                    |
| 2023 | «Монстр»                  | 怪物 Кайбуцу                                                   | Monster                                   |

## Сериалы
- Nonfix[яп.] (1991)
- Without Memory (1996)
- Kaidan Horror Classics[яп.] (2010)
- Going My Home[англ.] (2012)[6]
- Ishibumi[яп.] (2015)[7]
- A Day-Off of Kasumi Arimura[яп.] (2020; серии 1 и 3)[8]
- Маканай: Готовим для дома майко (2023)[9]

## Награды
| Фильм                     | Награда                                        | Кинофестиваль                                              | Год  |
| ------------------------- | ---------------------------------------------- | ---------------------------------------------------------- | ---- |
| «Свет иллюзий»            | «Золотая Озелла» за лучшую режиссёрскую работу | Венецианский кинофестиваль                                 | 1995 |
| «После жизни»             | Награда за лучший фильм                        | Буэнос-Айресский международный фестиваль независимого кино | 1998 |
| «После жизни»             | Награда за лучший сценарий                     | Буэнос-Айресский международный фестиваль независимого кино | 1998 |
| «Никто не узнает»         | Голубая лента за лучшую режиссёрскую работу    | Голубая лента                                              | 2004 |
| «Никто не узнает»         | Голубая лента за лучший фильм                  | Голубая лента                                              | 2004 |
| «Никто не узнает»         | «Золотая шпора»                                | Кинофестиваль Фландерс (Бельгия)                           | 2004 |
| «Пешком-пешком»           | Награда за лучшую режиссуру                    | Азиатская кинопремия                                       | 2009 |
| «Каков отец, таков и сын» | Приз жюри                                      | Каннский кинофестиваль                                     | 2013 |
| «Магазинные воришки»      | Золотая пальмовая ветвь                        | Каннский кинофестиваль                                     | 2018 |
| «Магазинные воришки»      | Премия «Золотой апельсин» за лучшую режиссуру  | Международный антальский кинофестиваль                     | 2018 |
| «Монстр»                  | Queer Palm                                     | Каннский кинофестиваль                                     | 2023 |